# Flora’s Hof

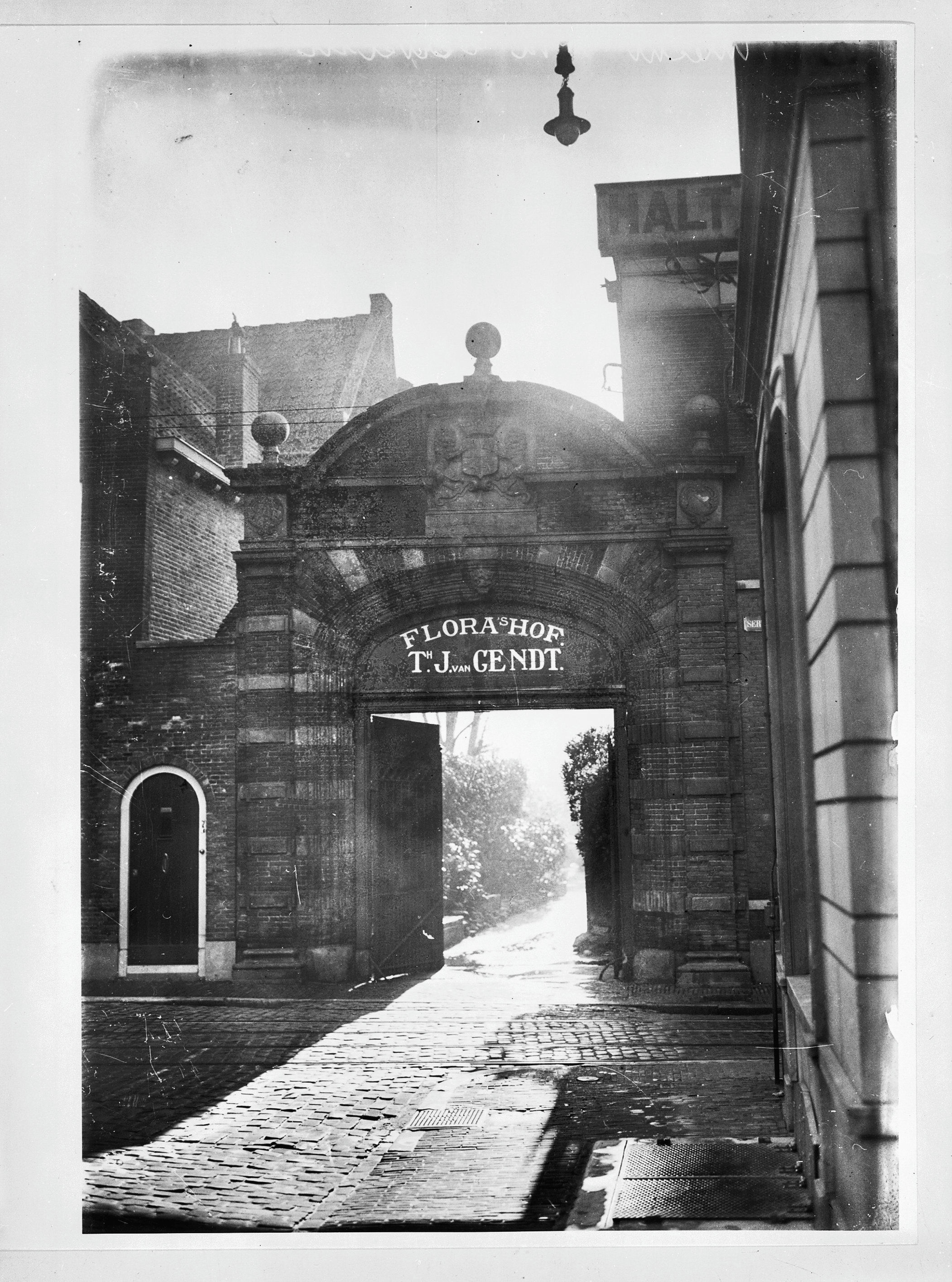
Toegang tot Flora’s Hof in vroegere tijden.

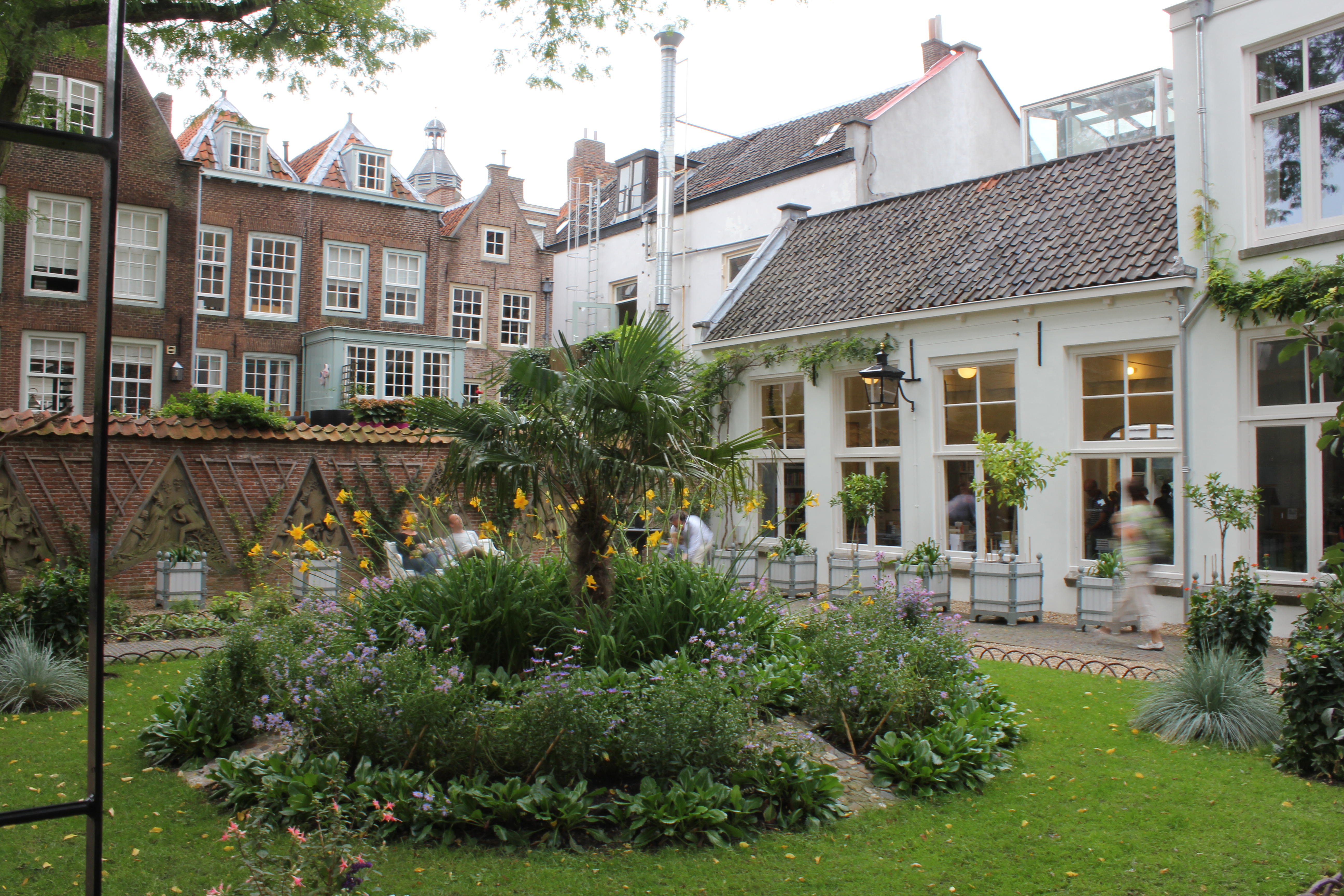
Flora’s Hof als tuin gezien in 2011.

Flora’s Hof was een kwekerij in het centrum van de Nederlandse stad Utrecht.
De kwekerij werd begin 19e eeuw gestart in de Servetstraat door Hendrik van Lunteren en zijn broer dankzij een nalatenschap van Hendrik Swellengrebel jr. Eerstgenoemde zou zich ontwikkelen tot een bekende tuin- en landschapsarchitect. In Flora’s Hof werden onder meer vruchtbomen en oranjeriegewassen gekweekt en de kwekerij kreeg al spoedig het predicaat Hofleverancier. Familie van Hendrik van Lunteren, zoals zijn zoon Samuel, trad in zijn voetsporen, en hield nog twee generaties de kwekerij in stand. De plantenverkoop vond plaats tot 1943.
Rond 2009 is op een deel van de oude kwekerij een tuin ingericht onder dezelfde noemer.